# NFKBIA
NFKBIA (англ. NFKB inhibitor alpha) – білок, який кодується однойменним геном, розташованим у людей на короткому плечі 14-ї хромосоми. Довжина поліпептидного ланцюга білка становить 317 амінокислот, а молекулярна маса — 35 609.
| 10         |  | 20         |  | 30         |  | 40         |  | 50         |
| ---------- |  | ---------- |  | ---------- |  | ---------- |  | ---------- |
| MFQAAERPQE |  | WAMEGPRDGL |  | KKERLLDDRH |  | DSGLDSMKDE |  | EYEQMVKELQ |
| EIRLEPQEVP |  | RGSEPWKQQL |  | TEDGDSFLHL |  | AIIHEEKALT |  | MEVIRQVKGD |
| LAFLNFQNNL |  | QQTPLHLAVI |  | TNQPEIAEAL |  | LGAGCDPELR |  | DFRGNTPLHL |
| ACEQGCLASV |  | GVLTQSCTTP |  | HLHSILKATN |  | YNGHTCLHLA |  | SIHGYLGIVE |
| LLVSLGADVN |  | AQEPCNGRTA |  | LHLAVDLQNP |  | DLVSLLLKCG |  | ADVNRVTYQG |
| YSPYQLTWGR |  | PSTRIQQQLG |  | QLTLENLQML |  | PESEDEESYD |  | TESEFTEFTE |
| DELPYDDCVF |  | GGQRLTL    |  |            |  |            |  |            |

A: Аланін

C: Цистеїн

D: Аспарагінова кислота

E: Глутамінова кислота

F: Фенілаланін

G: Гліцин

H: Гістидин

I: Ізолейцин

K: Лізин

L: Лейцин

M: Метіонін

N: Аспарагін

P: Пролін

Q: Глутамін

R: Аргінін

S: Серин

T: Треонін

V: Валін

W: Триптофан

Кодований геном білок за функцією належить до фосфопротеїнів. 
Задіяний у такому біологічному процесі, як взаємодія хазяїн-вірус. 
Локалізований у цитоплазмі, ядрі.